# Joseph McCarthy (politicus)
Joseph Raymond (Joe) McCarthy (Grand Chute, Wisconsin, 14 november 1908 – Bethesda, Maryland, 2 mei 1957) was een Amerikaans politicus van de Republikeinse Partij. Hij was van 1947 tot zijn dood in 1957 Senator voor Wisconsin.
McCarthy werd vooral bekend door zijn felle retoriek in de campagne tegen Amerikaanse communisten in het midden van de jaren vijftig. De door hem gebruikte tactiek om mensen te beschuldigen op basis van zwak, of zelfs onbestaand bewijs, is naar hem vernoemd: het mccarthyisme.

## Biografie

### Jeugd en carrière
McCarthy werd geboren in Grand Chute, Wisconsin. Een jaar na zijn rechtenstudie (1930–1935) aan de Marquette-universiteit in Milwaukee werd McCarthy toegelaten tot de Orde van Advocaten. Al tijdens zijn werkzaamheden voor een advocatenkantoor in Shawano deed hij als Democraat in 1936 een onsuccesvolle gooi naar het ambt van officier van justitie. Drie jaar later in 1939 had hij meer succes en werd hij gekozen tot rechter.
In 1942 trad McCarthy vrijwillig in dienst in bij de United States Navy en werd hij onder meer uitgezonden naar de Stille Oceaan. Nog tijdens zijn diensttijd in 1944 stelde hij zich als republikein zonder succes verkiesbaar voor de positie van senator voor Wisconsin. Nadat hij in 1945 uit dienst trad besloot hij zich opnieuw verkiesbaar te stellen voor de Senaat, met ditmaal een meer systematische campagne. Met steun van de lokale afdeling van de Republikeinse partij won hij nu wel de nominatie. Tijdens de verkiezingen versloeg hij eenvoudig zijn democratische opponent met een 2-1 marge.

### Senator
Als nieuweling in de Senaat viel McCarthy weinig op. Zijn stemgedrag was rechts maar lang niet altijd op een lijn met het partijbeleid. Hij hield tientallen toespraken over verschillende onderwerpen voor allerlei organisaties. Zijn politieke ster schoot echter naar ongekende hoogten toen hij op 9 februari 1950 in West Virginia een toespraak hield voor de "Republican Women's Club of Wheeling". Vanwege de minimale media-aandacht is niet zeker wat de exacte woorden van de rede waren, maar men gaat ervan uit dat hij een lijst liet zien waarvan hij beweerde dat deze de namen bevatte van communisten die werkten bij het Ministerie van Buitenlandse Zaken. Volgens een van de versies van de toespraak zou hij gezegd hebben:
"I have in my hand 57 cases of individuals who would appear to be either card carrying members or certainly loyal to the Communist Party, but who nevertheless are still helping to shape our foreign policy."
Er was inderdaad een lijst van medewerkers bij Buitenlandse Zaken waarover om verschillende redenen bezorgdheid heerste. Redenen voor bezorgdheid waren echter niet alleen deloyaliteit maar ook bijvoorbeeld dronkenschap en onbekwaamheid. De uitwerking van de rede was desalniettemin gigantisch. Met zijn rede appelleerde McCarthy aan de gevoelens van miljoenen Amerikanen die zich zorgen maakten over de agressiviteit van de Sovjet-Unie. Gevoelens die nog eens extra werden aangewakkerd door het proces tegen de communistische spion Alger Hiss, dat in volle gang was toen McCarthy zijn toespraak hield. McCarthy zelf werd nogal overdonderd door de massale media-aandacht en veranderde in de dagen na zijn toespraak voortdurend de aantijgingen en aantallen. In Salt Lake City noemde hij een paar dagen later opnieuw 57, een aantal dat hij op 20 februari tijdens een marathontoespraak in de Senaat alweer bijstelde naar 81. De Senaat besloot een speciale commissie in het leven te roepen die de beschuldigingen moest onderzoeken; het Tydings committee. Hoewel deze commissie de beschuldigingen uiteindelijk ongegrond achtte, bleef McCarthy doorgaan met het maken van aantijgingen in de Senaat en de media. Al snel nam hij ook met succes zijn critici onder vuur. Door langdurig campagne te voeren tegen zittend senator Millard Tydings wist hij in 1950 diens politieke ondergang te bewerkstelligen.

### Kruistocht tegen het communisme

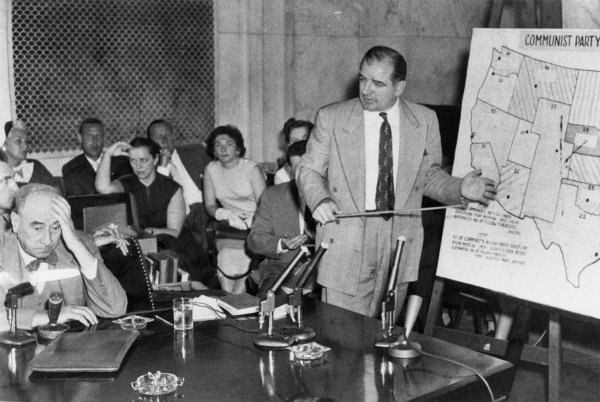
Senator Joe McCarthy wijst tijdens een hoorzitting van de Senate Permanent Subcommittee on Investigations op de gevaren van communistische infiltratie in het Amerikaanse leger, 9 juni 1954.

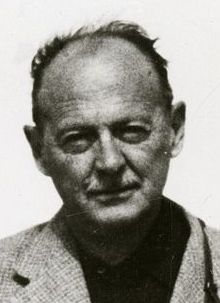
Owen Lattimore, "Sovjet-spion nummer één" (volgens McCarthy).

Van 1950 tot 1953 bleef McCarthy de regering ervan beschuldigen dat zij onvoldoende deed om het communisme binnen haar gelederen en organisaties te bestrijden. Door zijn plotse roem had hij een aanmerkelijk aantal volgelingen gekregen en een aanzienlijke bron van inkomsten. Zijn financiën werden in 1952 door een commissie van de Senaat onderzocht. Hoewel het rapport stelde dat sprake was geweest van twijfelachtig gedrag tijdens campagnes en onregelmatigheden in zijn financiën, waren er geen gronden voor een strafrechtelijke vervolging. Een jaar later, op 29 september 1953 trouwde McCarthy met Jean Kerr, een van zijn medewerksters.
De verkiezingsoverwinning van de republikeinen in 1952 versterkte de positie van McCarthy in de partij aanzienlijk. Waarschijnlijk leden meerdere democraten een verkiezingsnederlaag doordat zij door McCarthy waren beschuldigd. Door zijn ongekende populariteit en zijn vermogen om linkse democraten aan te pakken kon ook het bestuur van de partij niet meer om hem heen en werd hij benoemd tot voorzitter van de Senate Permanent Subcommittee on Investigations.
Het comité van McCarthy richtte zich, in tegenstelling tot het House Committee on Un-American Activities (HUAC) en de Senate Internal Security Subcommittee, voornamelijk op overheidsinstellingen. Nadat het eerst onderzoek had gedaan naar de bureaucratie bij Voice of America, wist het daarna te bewerkstelligen dat procommunistische literatuur werd verwijderd uit de overzeese informatiebibliotheek van Buitenlandse Zaken. Ondertussen bleef McCarthy de overheid beschuldigen van communistische invloeden, ofschoon er nu een republikeinse regering was. Dit irriteerde Eisenhower, die McCarthy als een gevaar voor de partij beschouwde. Vanwege McCarthy's populariteit wilde Eisenhower hem niet publiekelijk aanpakken, maar achter de schermen werd begonnen met de verwijdering van McCarthy uit zijn invloedrijke positie.
Verschillende aanzienlijke personen namen ontslag uit het comité, onder wie Robert F. Kennedy. In deze moeilijke periode behield McCarthy echter de macht over zijn comité en dus ook over wie het aannam en wie niet. Dit leidde tot meer vrijwillige ontslagen uit het comité, dat echter wel zijn werk bleef doen. Zo beschuldigde McCarthy Owen Lattimore, hoogleraar aan de Johns Hopkins University, van communistische sympathieën en brandmerkte hij hem als Sovjet-spion nummer één.

### De val
In de herfst van 1953 begon het comité van McCarthy aan zijn noodlottige onderzoek in het Amerikaanse leger. Het comité probeerde een kring van spionnen te onthullen in het Army Signal Corps, maar slaagde hier niet in. Veel aandacht werd besteed aan een legertandarts, Irving Peress, die zich tijdens zijn verhoren twintig keer op zijn zwijgrecht beriep. Peress werd ervan beschuldigd dat hij voor de Communistische Partij militair personeel wierf. Het staat vast dat hij weigerde antwoord te geven op vragen over formulieren van het ministerie van Defensie, die betrekking hadden op lidmaatschap van ‘revolutionaire organisaties’ en dat de medische directeur-generaal van het leger in 1953 had geadviseerd Peress vervroegd uit dienst te ontslaan. McCarthy uitte zijn bezorgdheid dat Peress na deze aanbeveling niet was ontslagen, maar juist was bevorderd tot majoor.
Bij het onderzoeken van vooral dit laatste wist McCarthy veel negatieve media-aandacht op zichzelf te vestigen door zijn behandeling van generaal Ralph W. Zwicker. McCarthy vergeleek de intelligentie van de generaal met die van een “vijf jaar oud kind”, en beweerde dat Zwicker “niet geschikt was voor de positie van generaal”. Begin 1954 beschuldigde het leger senator McCarthy en zijn assistent Roy Cohn van druk uitoefenen op het leger om een voorkeursbehandeling te geven aan een voormalige medewerker van Cohn, G. David Schine. McCarthy beweerde dat deze beschuldiging vals was en een vergelding was voor zijn ondervraging van Zwicker.
De Senaat besloot naar de kwestie een onderzoek in te stellen, dat rechtstreeks op tv werd uitgezonden. McCarthy onthulde dat de medische directeur-generaal van het leger, Joseph Welch, een advocaat had ingehuurd die in het verleden had gewerkt voor een communistische groepering. De onthulling leidde tot de beroemde berisping van Welch:
"Have you no sense of decency, sir? At long last, have you left no sense of decency?"
De gebeurtenissen tijdens de verhoren zijn verwerkt in de documentaire film Point of Order!. De Senaat oordeelde op 2 december 1954 met 65 tegen 22 stemmen dat McCarthy zich schuldig had gemaakt aan ”gedrag dat strekt tot eerverlies en in diskrediet brengen van de Senaat”.
Alhoewel het zeker is dat de uiteindelijke val van McCarthy werd veroorzaakt door zijn onderzoek binnen het leger, is het eerdere verzet van een aantal senatoren tegen McCarthy hierbij ook van belang. Een voorbeeld is de republikeinse senator Margaret Chase Smith uit Maine, de enige vrouw in de Senaat op dat moment, die op 1 juni 1950 haar Declaration of Conscience voordroeg en daarin McCarthy’s tactieken sterk veroordeelde zonder daarbij zijn naam te noemen (zoals vereist door de regels van de Senaat). Zes andere republikeinse senatoren (Wayne Morse, Irving M. Ives, Charles W. Tobey, Edward Thye, George Aiken en Robert C. Hendrickson) steunden haar in haar veroordeling van McCarthy. Senator Ralph E. Flanders uit Vermont diende zelfs een motie in om McCarthy te berispen.
Een van de meest prominente aanvallen op de methoden van McCarthy was een op 9 maart 1954 uitgezonden aflevering van de documentaire serie See it Now door de journalist Edward R. Murrow. In de fragmenten beschuldigt McCarthy de democraten van "twintig jaar landverraad" (volgens hem van 1933 tot 1953), en het hekelen van getuigen waaronder de medische directeur-generaal van het leger. De documentaire van Murrow zorgde voor een nationale omslag in de populariteit van McCarthy. Hij probeerde de schade te herstellen door drie weken later zelf in See it Now te verschijnen en Murrow persoonlijk aan te vallen. Zijn methoden werkten echter alleen goed in rechtstreekse uitzendingen en zijn optreden leidde alleen maar tot een verder verval van zijn populariteit.
Uiteindelijk overleed McCarthy op 48-jarige leeftijd als gevolg van acute leverontsteking in het Bethesda Naval Hospital. Hij werd begraven op St. Mary’s Cemetery in Appleton, Wisconsin.